# Marine Desgrolard

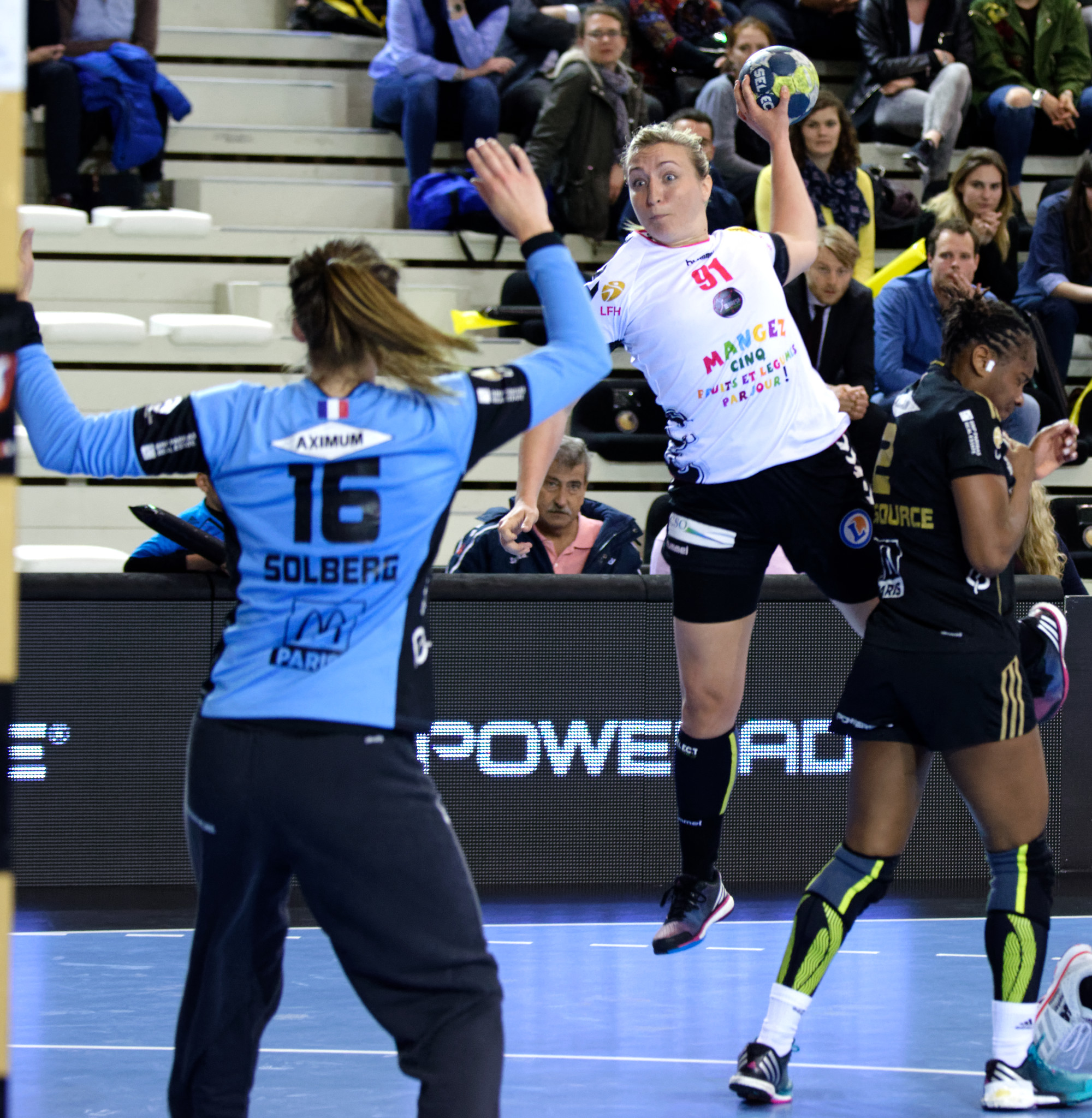
Marine Desgrolard au tir face à Silje Solberg, le 26 avril 2017.

Marine Desgrolard, née le 14 janvier 1991 à Massy (Essonne), est une handballeuse française. Elle évolue au poste d'ailière droite au Stade Pessac UC depuis 2020.

## Biographie
Passée par les clubs de Massy, Saint-Michel-sur-Orge, Châtenay-Malabry et Issy en junior, elle découvre le niveau professionnel sans même être passée par un centre de formation sous les couleurs de l'OGC Nice de 2009 à 2013, club avec lequel elle remporte le Championnat de France de Division 2 en 2011/2012.
En 2013, elle rejoint le club du Havre.
Durant la saison 2014-2015, elle participe avec son club à la demi-finale de la coupe de France, de la Coupe Challenge ainsi qu'au quart de finale de la Coupe de la Ligue.
Recrutée au Brest Bretagne Handball dans l'équipe entraînée par Laurent Bezeau en 2015, Marine Desgrolard s'engage pour deux saisons sous les couleurs du club brestois. Club avec lequel elle accède à la LFH et remporte la coupe de France face à Toulon (25-16) à Bercy le 21 mai 2016.
Non conservée par Brest elle signe pour deux ans à Chambray. Mais ne jouera pas avant 2018 en raison d'une rupture des ligaments croisés antérieurs et du ligament latéral interne subie en quart de finale retour des play-off face à son futur club. En manque de temps de jeu, elle décide en décembre 2018 de rejoindre le club girondin de Mérignac pour la fin de la saison, avec une année en option. Championne de France de D2 pour la troisième fois, Desgrolard redécouvre la Première Division sous les couleurs du Mérignac Handball.

## Palmarès
- vainqueur de la Coupe de France (1) : 2016
  - demi-finaliste en 2015
- vainqueur du championnat de France de Division 2 (3) : 2012, 2016, 2019
- demi-finaliste Coupe Challenge : 2015